# موریس مارکین
موریس مارکین (روسی: Морис Маркин؛ ۱۵ ژوئیه ۱۸۹۳ – ۸ ژوئیهٔ ۱۹۷۰) کارآفرین اهل ایالات متحده آمریکا بود، که در سال ۱۹۲۲ شرکت چکر موتورز را تأسیس کرد.